# 赫盧什基夫齊
49°6′23″N 26°56′36″E / 49.10639°N 26.94333°E
赫盧什基夫齊（烏克蘭語：Глушківці）是位於烏克蘭西部的村莊，由赫梅利尼茨基州裡赫梅利尼茨基區的索洛布基夫齊市鎮負責管轄。該村面積4.51平方公里，海拔高度318米，2001年人口1,121，人口密度每平方公里248.6人。